# Какемоно
Какемоно (яп. 掛け物) — це традиційне японське панно: довгий лист особливого паперу з рисової соломки, з нерівною шорсткою поверхнею, майстерно наклеєний на легку тканину або спеціальний еластичний папір. Вузька сторона картини приклеєна до дерев'яного валика, який зазвичай прикрашається по обидва боки ретельно відшліфованими кістяними наконечниками або рукоятками з полірованого чорного або червоного дерева. Валик одночасно служить для згортання картини, коли вона зберігається в спеціальних футлярах і для утримання її своєю вагою в розгорнутому вигляді, коли сувій вертикально вивішується на стіні.

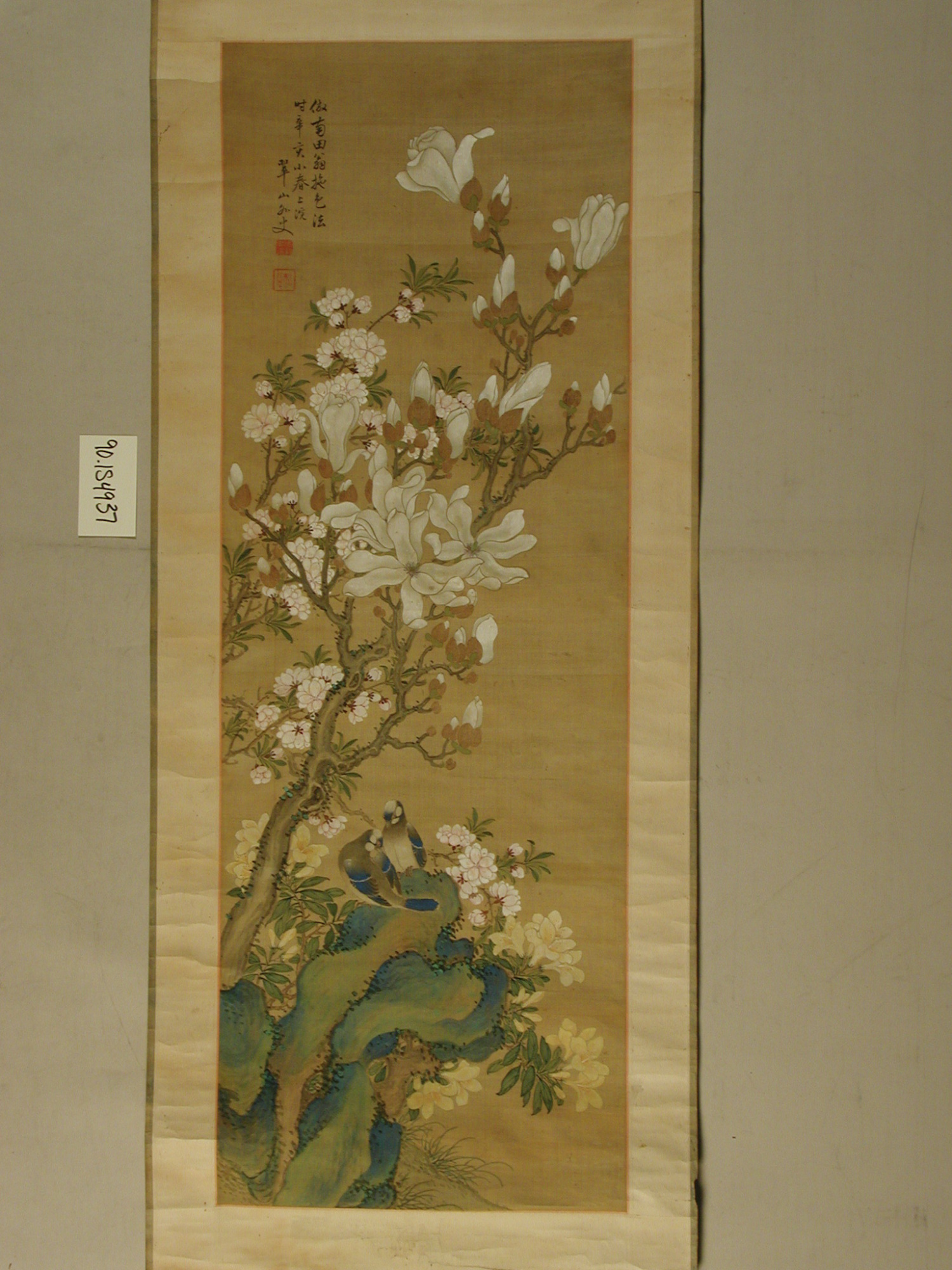
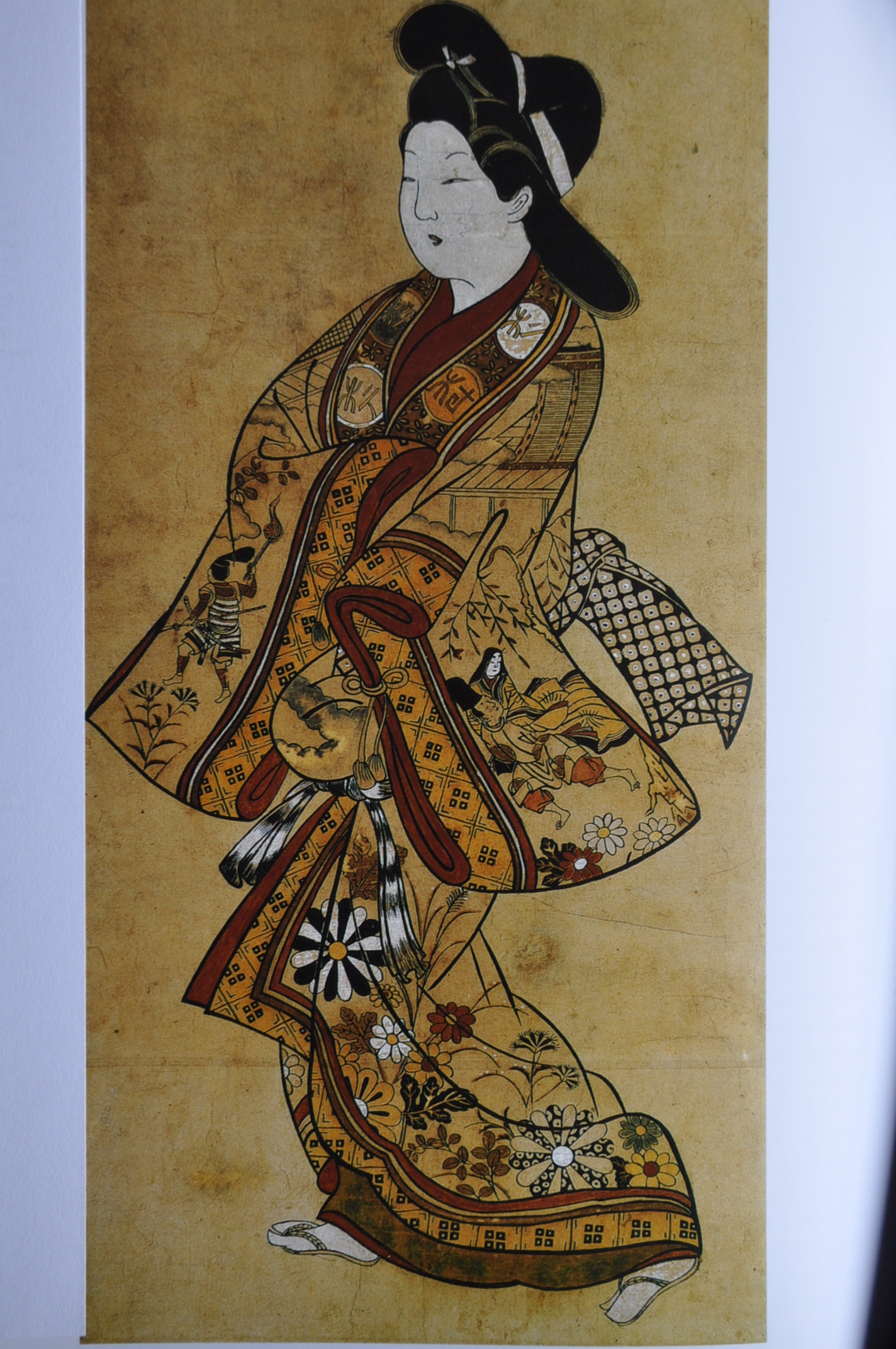
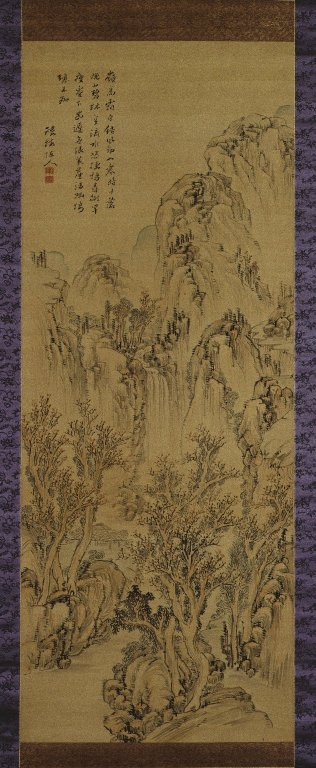
Норо Кайсекі (1747–1828), між 1800 та 1840 pp.

Какемоно — це сувій, який являє собою художній твір японського живопису або каліграфії, оформлений у вигляді картини або напису. Зазвичай такий сувій зберігають у скрученому вигляді, а на час використання вивішують на стіну в ніші токонома. На початку чайної церемонії кожен присутній робить перед ним мовчазний уклін, намагається прочитати та усвідомити глибокий зміст написаного.
Значення сувою в традиційній чайній церемонії важко переоцінити. Це невід'ємна частина оздоблення чайної кімнати, через нього передається основна тема чайного зібрання, те, чому господар зустрічі хотів би приділити особливу увагу. При цьому сам чайний майстер ніколи не говорить безпосередньо, яка тема чайного зібрання, це свого роду загадка. Намагаючись прочитати і зрозуміти те, що написано на свитку, гості самі вибудовують цілу низку образів. Композиція з квітів, що міститься в токеномі, підкреслює тему зібрання і робить ідею чайного майстра більш ясно вираженою.

## Сезонність
Дуже важливо правильно вибрати сувій відповідно до сезону, коли чайний майстер вибирає з наявних у нього, сувій, той самий єдиний, який підходить для даної зустрічі, він враховує не тільки тему зборів, але й ті сезонні явища, які характерні для цієї пори року. Наприклад, у чайній кімнаті, неможливо побачити свиток з висловом про осінній вітер або червоні клени, який висить у ніші токонома в березні або січні.
Крім того, існує ціла низка образів, характерних тільки для певних часових інтервалів — Новий рік, сезон цвітіння сливи, сезон милування сакурою, сезон літніх дощів, свято поминання душ померлих О-Бон, милування осіннім кленовим листям і так далі. Є навіть спеціальні сезонні слова або слова, які характеризують той чи інший сезон. Вони служать свого роду ключем до розкриття образу природи в той чи інший проміжок часу.
Січень — Новий рік, священна гора щастя Харай, початок всього, схід сонця, журавель та черепаха, дракон, три дерева щастя: сосна, слива, бамбук, гора Фудзі, новорічні прикраси воріт будинку — кадомацу.
Лютий — останній сніг, свято Сецубун — день зустрічі весни та вигнання злих духів, боби, маска злого духу, трава на-но-хана, перші квіти сливи, які розпускаються на голих, без листя гілках, символ краси, стійкості та шляхетності, перша пісня солов'я.
Березень — атрибути Свята дівчаток: ляльки, солодощі, ліхтарики, гра в черепашки «кай-авасе», любовна поезія.
Квітень — квіти сакури, хмари, молоде зелене листя, смарагдовий мох, паростки папороті.
Травень — атрибути Свята хлопчиків, короп, водоспад, колодязь, стріли, іриси, півонії, жовті квіти «ямабуки», зелене листя кленів, молоді пагони бамбука.
Червень — квіти гортензії, дощ, струмки, форель, світлячки, кукування зозулі.
Липень — атрибути Свята зірок Tанабада, блакитне небо, гілки бамбука, квіти гвоздики, цикади, віяла, колісниці свята гіон.
Серпень — атрибути свята О-Бон, днів поминання душ померлих, квіти лілії, орхідеї, баклажани, гарбуза, віяла, ліхтарики, багаття Даймондзі на схилах навколо Кіото.
Вересень — любування місяцем, місканта, білі рисові коржі, зайці, бабки, хризантеми, кущик хаги.
Жовтень — початок осені, яскраве осіннє листя, збір врожаю, гриби, горіхи, «7 трав осені», дрібний осінній дощ.
Листопад — гори, червоні осінні клени, хурма, білі хризантеми.
Грудень — перший сніг, засохлі гілки дерев, прощання зі старим роком, 108 ударів дзвона в останню ніч року, квіти камелії.